# Ляхово (городской округ Домодедово)
Ляхово — деревня в городском округе Домодедово Московской области.

## География
Находится в южной части Московской области на расстоянии приблизительно 25 км на юг-юго-восток по прямой от железнодорожной станции Домодедово.

## История
Известна с 1572 года как деревня, сожженная татарами, в 1578 упоминалась как пустошь.

## Население
Постоянное население составляло 36 человек в 2002 году (русские 100 %), 41 в 2010.

## Достопримечательности
- Усадьба «Ляхово»